# Scornicești
Scornicești är en stad i Oltenien i Rumänien. Nicolae Ceaușescu, Rumäniens kommunistiske president föddes i staden år 1918.